# Баркунов, Александр Сергеевич
Александр Сергеевич Баркунов (род. 13 мая 1981, Новосибирск) — российский хоккеист, защитник. Мастер спорта России.

## Биография
Начал заниматься хоккеем в новосибирской спортивной школе «Сибирь», играл в команде 1981 г. р. у тренера Сергея Борисовича Баженова. После девятого класса поступил в ДЮСШ олимпийского резерва (Ярославль), не попав перед этим в «Крылья Советов». В сезоне 1996/97 дебютировал в первой лиге чемпионата России, проведя один матч за «Торпедо-2». Играл в Суперлиге за ярославский «Локомотив» (2000/01 — 2001/02), «Амур» (2001/02), «Молот-Прикамье» (2002/03), «Торпедо» НН (2003/04).
На драфте НХЛ 2000 года был выбран в 5 раунде под общим 151 номером клубом «Чикаго Блэкхокс»
Выступал в низших лигах за «Зауралье» (2004/05), «Амур» (2005/06), «Химик» Воскресенск (2005/06), «Дмитров» (2006/07), «Молот-Прикамье» (2006/07, 2010/11 — ВХЛ), «Спутник» Нижний Тагил (2007/08 — 2009/10), «Югра» (2009/10), «Торос» (2010/11).
Участник чемпионата мира среди молодёжных команд 2001. Сыграл 23 матча за юниорскую сборную.
Окончил Алтайский государственный университет.
Оператор по добыче нефти и газа в ООО «РН — Северная нефть» (Усинск).